# Luma (varumärke)
För andra betydelser, se Luma.

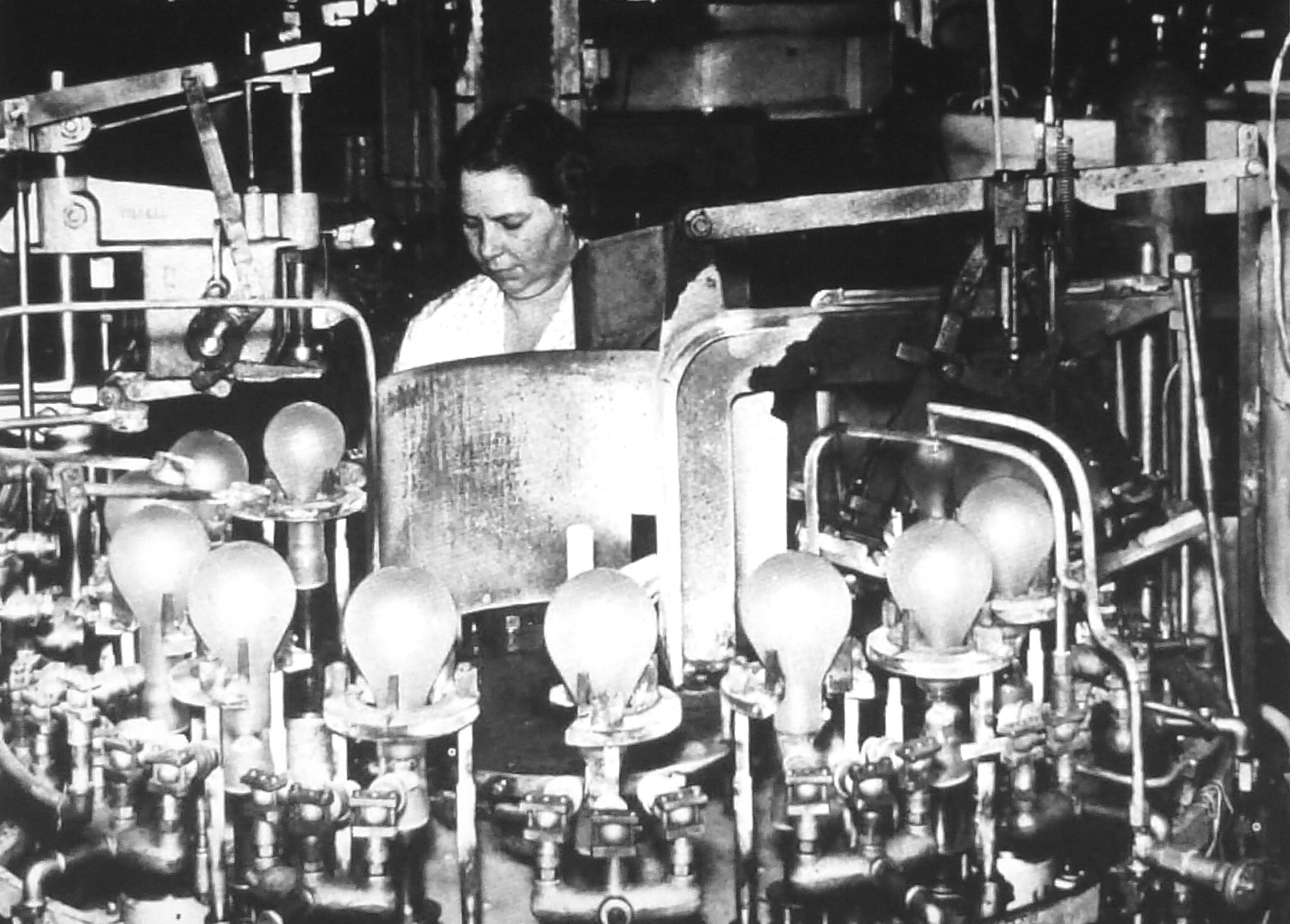
Lampmontering på Lumafabriken på 1940-talet.

Luma var ett varumärke för bland annat glödlampor och Radioapparater som ursprungligen tillverkades i den av Kooperativa Förbundet ägda Lumafabriken i Södra Hammarbyhamnen i Stockholm.
Varumärket Luma registrerades 1929. Lamptillverkningen startade som en protest mot de dåvarande lamptillverkarnas kartell. Den första Lumalampan tillverkades 1930. År 1947 hade Lumafabriken utökats till 48 000 kvadratmeter och sysselsatte 1 350 anställda. Varje dag tillverkades 50 000 lampor av 4 000 olika modeller. I glastornet högst upp testades firmans prototyper som lyste över hela Stockholm. Vid sidan om många olika lampsorter producerades även radio- och grammofonapparater, lysrör och tv-apparater.
År 1977 lade man ner produktionen i Stockholm och fabriksbyggnaderna såldes.

## Tillkomst
| Stig Lindbergs Lumavision producerades i Lumafabriken. |  | Stig Lindbergs Lumavision producerades i Lumafabriken. |
| Stig Lindbergs Lumavision producerades i Lumafabriken. |  |                                                        |

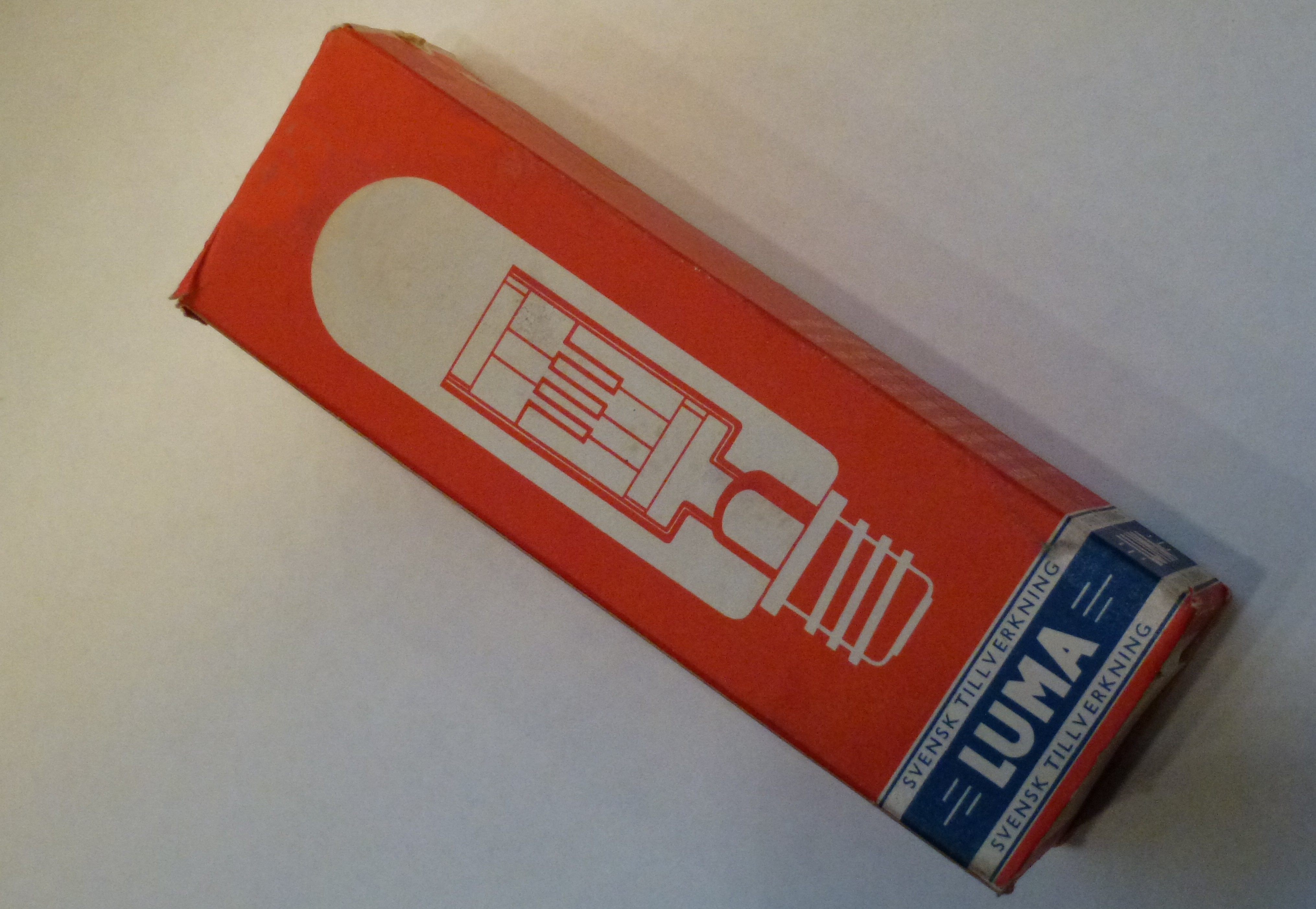
Luma – Svensk tillverkning.

Glödlampsindustrin som levererade lampor till Sverige fanns huvudsakligen i Centraleuropa och USA och hade från och med 1903 koncentrerats till ett fåtal koncerner: Philips, General Electric, AEG och Osram. År 1924 bildades glödlampskartellen Phoebus med säte i Genève som behärskade marknaden. Kooperativa Förbundet (KF) ansåg det nödvändigt att nedbringa kartellens priser genom egen tillverkning. Samma år (1924) förvärvade KF en industritomt vid den under byggnad befintliga Hammarbyhamnen. Läget för fabriken var väl valt och gav tillgång till transporter på vatten, land och på järnvägsspår.
Här skulle KF uppföra sin nya glödlampsfabrik för att producera en billig glödlampa med namnet Luma – Svensk tillverkning. År 1929 registrerades varumärket Luma, efter det latinska ordet lumen ’ljus’. Redan själva beslutet om fabrikens uppförande medförde en prissänkning från 1 krona och 35 öre till 1 krona och 25 öre för en standardlampa. Under loppet av 1931 sänkte kartellen lamppriset i etapper till samma nivå som Lumalampan, det vill säga till 85 öre.

## Utveckling
År 1930 startade Kooperativa Förbundet tillverkning av glödlampor i den nya anläggningen. Produkten kallades helt enkelt Lumalampan och en av fabrikens första fakturor gällde en order från Tändsticksbolaget. Produktionsplanen var upplagd för två miljoner lampor per år, vilket utgjorde ungefär en fjärdedel av årsförbrukningen i Sverige. Redan under det första året såldes 3 miljoner lampor, varav 1,7 miljoner gick till de kooperativa föreningarna. År 1930 och 1931 exporterades lampor till de övriga skandinaviska länderna.
Produktionen utökades efter behov med nya lampsorter, radio- och grammofonapparater samt lysrör. Efter 1959 monterades även tv-apparater under varumärkena Lumorama, Lumona och Lumavision i fabriken vid Hammarby. Lumavision hade svängbar skärm och var formgiven av Stig Lindberg. Ett exemplar finns idag på Nationalmuseums designavdelning. Under varumärket Luma producerades även en freestyle Luma Boogie med inbyggd radio, som var ett lågprisalternativ i konkurrens med Sony Walkman.
När lokalerna inte räckte till längre startade Luma fabriker i Kalmar (1946) och Karlskrona (1969). Även i Mjölby hade man tillverkning, där armaturer och skyltar producerades. År 1977 lade man ner produktionen i Stockholm och samlade allt till Karlskrona och Kalmar. År 1994 sålde KF Lumas fabrik i Karlskrona till ett nytt företag som hette Aura Light och 1994 sålde KF även Lumas fabrik i Kalmar, men till Atle. Försäljningen låg i linje med en ny linje inom KF, man ville nu koncentrera sig på detaljhandeln och inte splittra sig på många fabriker inom skilda sektorer. Därmed försvann varumärket Luma från konsumentmarknaden.

## Bilder

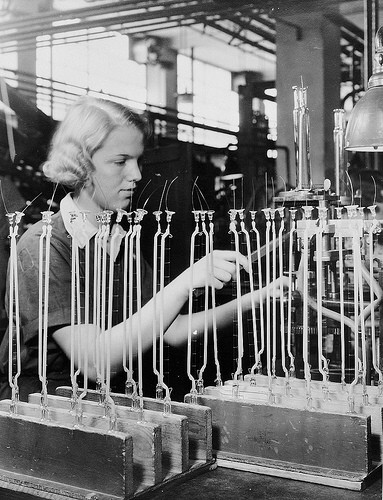
Lamptillverkning (1940-talet).
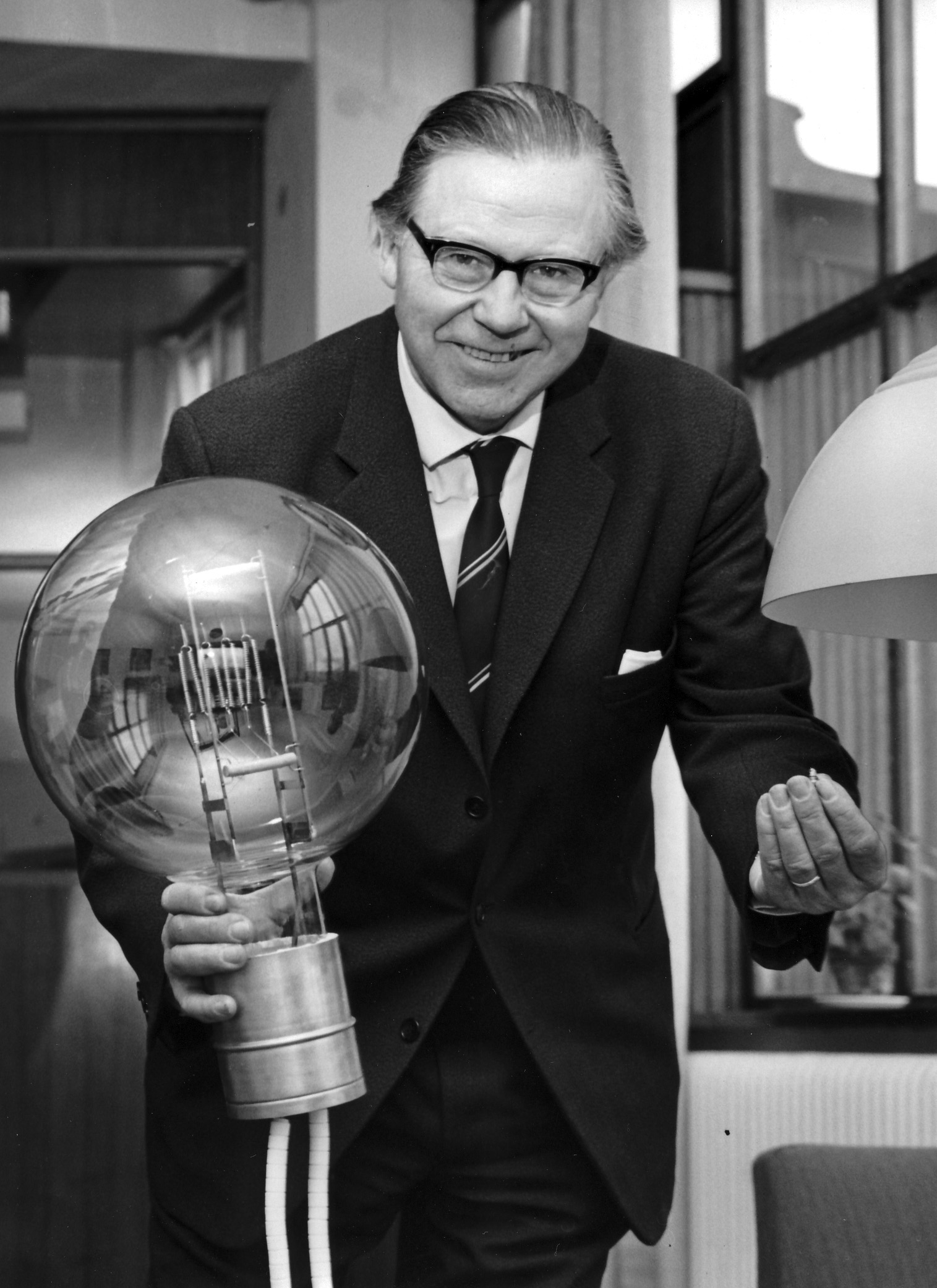
Gunnar Sträng med Lumas största och minsta lampor (1961).
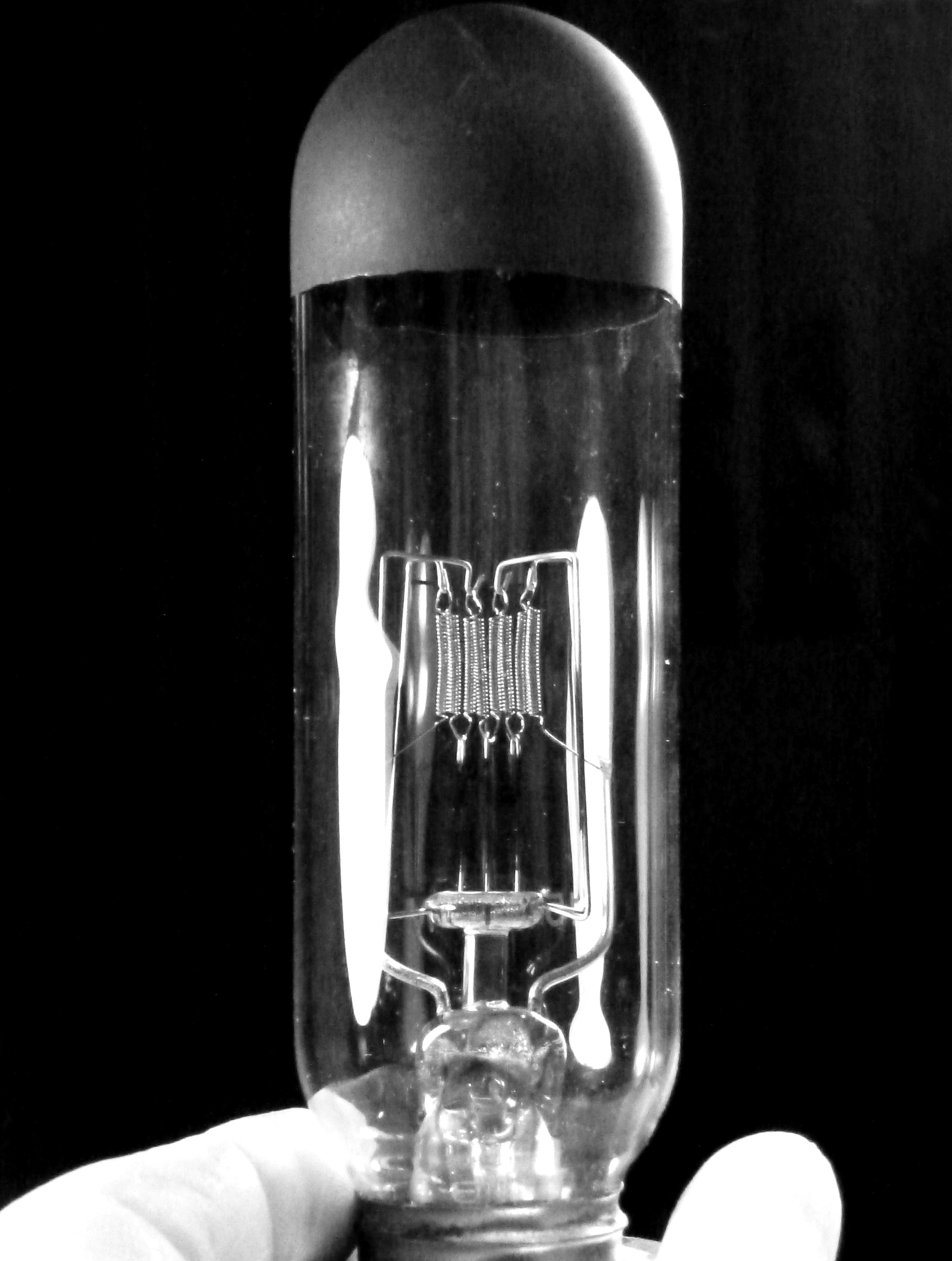
En 750 watts och 115 volts projektorlampa från Luma.
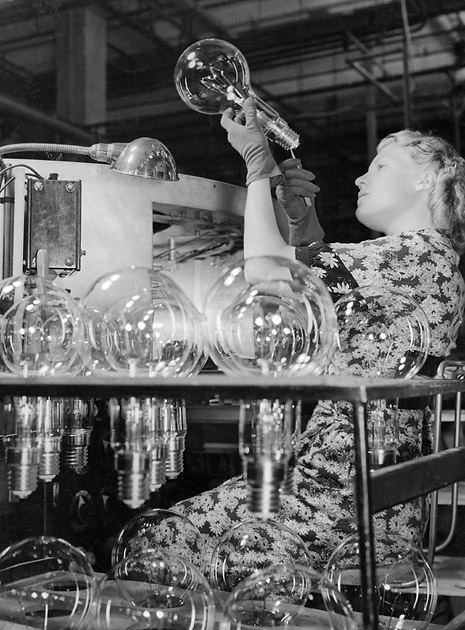
Lamptillverkning, glaskontroll (1947).

## Lumafabriken

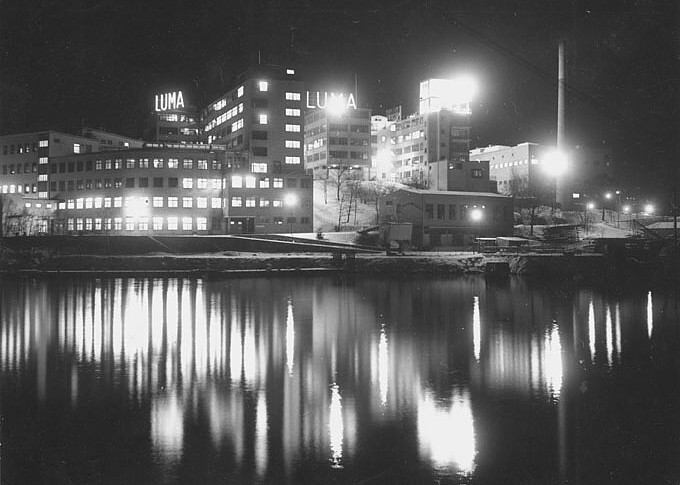
Lumafabriken på 1940-talet.

Lumafabriken stod färdig 1930 och ritades av arkitekterna Artur von Schmalensee och Eskil Sundahl på Kooperativa Förbundets Arkitekt- och Ingenjörsbyrå (KFAI) i en stram funktionalistisk stil. Byggnaden räknas till en av Sveriges första funktionalistiska industrianläggningar. Sedan det första byggnadskomplexet stod färdigt 1930 har fabriken utökats med ett femtontal byggnader. En första utvidgning av fabriken skedde redan 1931–1932.
I takt med ökande produktion och automatisering följde nybyggnader kontinuerligt. 1935 uppfördes ett bostadshus för tjänstemän i fabriken med en kubisk takvåning för direktören. År 1944 tillkom en gastillverkningsstation, även den ritat av KFAI och som numera innehåller Luma bibliotek. Sista nybyggnad avsåg lysrörsfabriken som uppfördes 1958 efter ritningar av Gunnar Brofelt. Lumafabrikens ursprungliga verksamhet med bland annat tillverkning av Lumalampan lades ner på 1970-talet. I början av 2000-talet renoverades Lumafabrikens byggnader och gavs namnet Luma Park. Byggnaderna är k-märkta.